# Laurence Allen Abercrombie
Laurence Allen Abercrombie (* 11. Oktober 1897 in Lawrence, Massachusetts; † 3. Mai 1973 in Bethesda, Maryland) war ein US-amerikanischer Konteradmiral der US Navy, dem unter anderem während des Zweiten Weltkrieges drei Mal das Navy Cross verliehen wurde, die höchste Auszeichnung des US-Marineministeriums (US Department of the Navy).

## Leben

### Ausbildung zum Marineoffizier, Erster Weltkrieg und Zwischenkriegszeit
Abercrombie, Sohn von John Andrew Abercrombie und dessen Ehefrau Mary Davenport Abercrombie, absolvierte seine schulische Ausbildung an der Lawrence High School und arbeitete danach ein Jahr lang für die US Worsted Company. Nachdem Besuch der 1778 gegründeten renommierten Phillips Academy in Andover begann er im Juni 1917 seine Ausbildung zum Marineoffizier an der US Naval Academy in Annapolis. Während seiner dortigen Ausbildung gehörte er zur Baseball-Mannschaft sowie zum Chor der Marineakademie. Nach dem Kriegseintritt der Vereinigten Staaten in den Ersten Weltkrieg diente er zwischen Sommer 1917 und 1918 als Fähnrich zur See (Midshipman) auf den Schlachtschiffen Delaware, Georgia, Nevada sowie Mississippi. Nach Kriegsende setzte er seine Ausbildung an der US Naval Academy fort, die er am 1. Juni 1920 als Leutnant zur See (Ensign) abschloss.

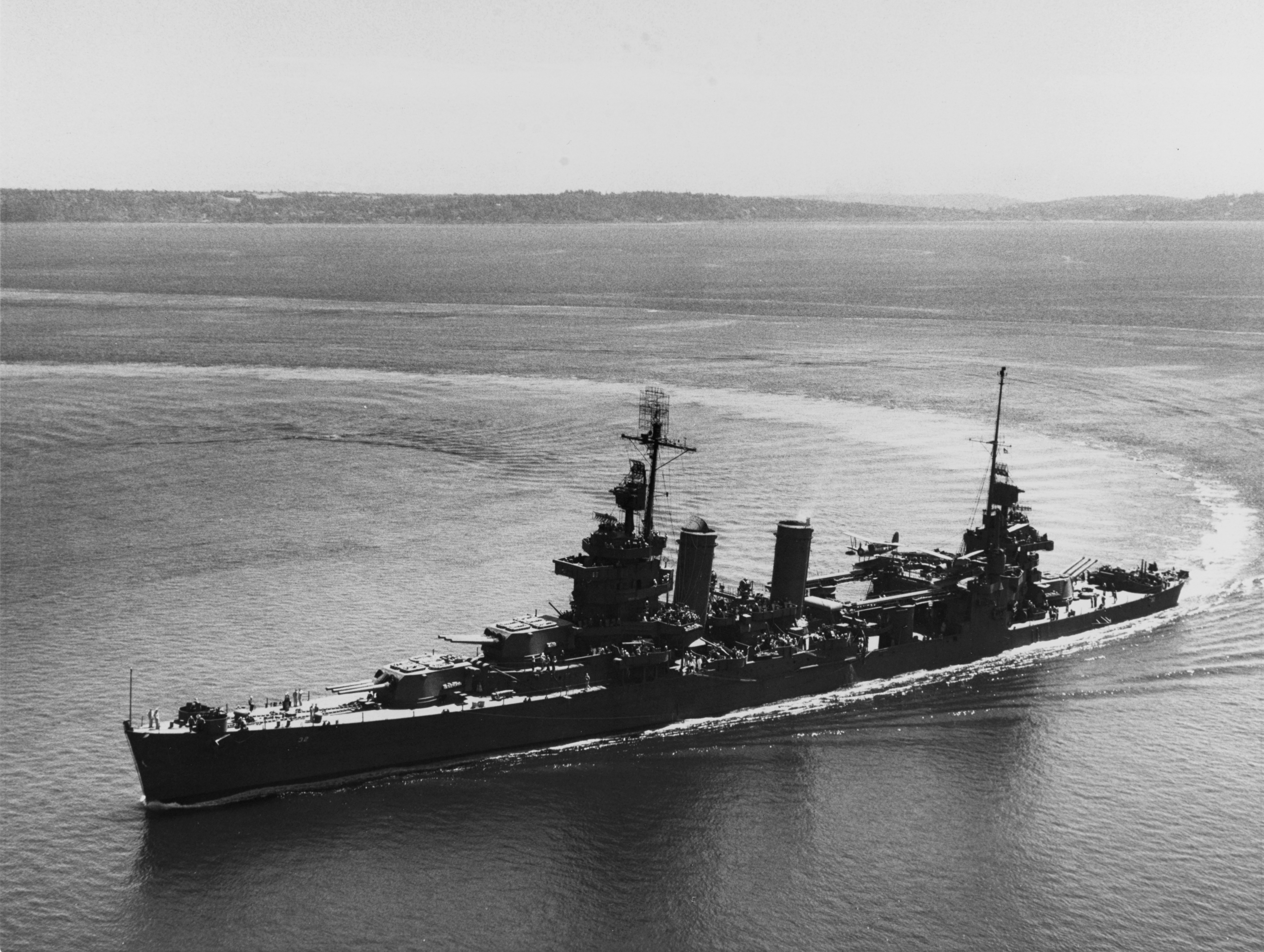
Abercrombie nahm 1934 an der Jungfernfahrt des Schweren Kreuzers New Orleans nach Schweden, Dänemark, Niederlande und England teil

Nach Abschluss der Offiziersausbildung wurde Abercrombie an Bord der Black Hawk versetzt, dem Tenderzerstörer des Zerstörergeschwaders der US-Atlantikflotte (US Atlantic Fleet). Mit diesem nahm er 1923 an einer Fahrt vom Atlantik durch den Sueskanal zur US-Asienflotte (US Asiatic Fleet) teil. Nach der Ankunft in Shanghai im April 1923 wurde er zunächst zum Kanonenboot Villalobos versetzt und drei Wochen später zum Kanonenboot Isabel, dem Flaggschiff des Kommandeurs der Patrouillenverbände auf dem Jangtsekiang. Im Juli 1924 wurde er Offizier auf dem Panzerkreuzer South Dakota, der zu dieser Zeit Flaggschiff der US-Asienflotte war, und unternahm während dieser Zeit im November 1924 Landungs- und Operationseinsätze bei Yantai im Osten Chinas.
Nach seiner Rückkehr in die USA wurde Abercrombie im Juli 1925 Offizier auf dem Schlachtschiff Utah und unternahm auf diesem bis Juli 1926 Operationseinsätze im Atlantik mit der 2. Schlachtschiffdivision der Aufklärungsflotte (Scouting Fleet). Im Anschluss war er von August 1926 bis Mai 1928 Französisch-Dozent an der Abteilung für moderne Sprachen an der US Naval Academy und unternahm im Sommer 1927 einen Studienaufenthalt in Tours. Im Anschluss fand er zwischen Juli 1928 und Januar 1931 Verwendung auf dem Panzerkreuzer Pennsylvania, dem Flaggschiff der Asienflotte. Während dieser Zeit nahm er am 10. November 1928 an der Krönung von Tennō Hirohito im Kaiserpalast Kyōto sowie an der Flaggschiffparade bei Yokohama teil. Nach einer Verwendung von April 1931 bis August 1933 als Offizier im Navigationsamt (Bureau of Navigation) des US-Marineministeriums (US Department of the Navy) wurde er zur Schiffswerft von New York City (New York Naval Shipyard) versetzt, wo er bei der Indienststellung des Schweren Kreuzers New Orleans mitwirkte. Nach der Indienststellung am 15. Februar 1934 nahm er an dessen Jungfernfahrt nach Schweden, Dänemark, Niederlande und England teil und war zuletzt bis Mai 1937 Fernmeldeoffizier der New Orleans.

### Zweiter Weltkrieg, Nachkriegszeit und Ruhestand

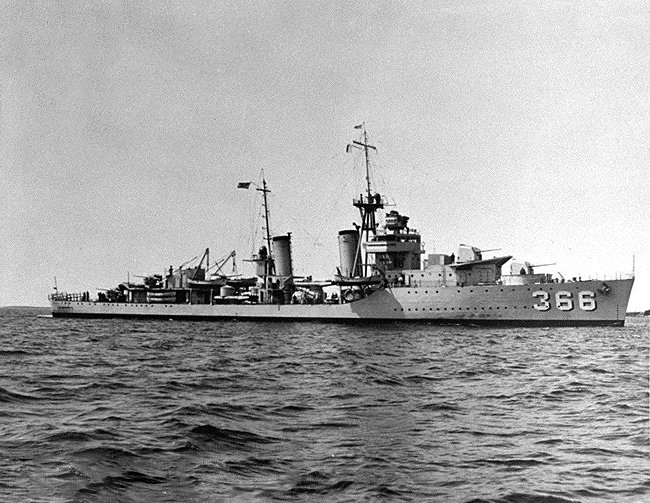
Im März 1941 übernahm er als Kommandant des Zerstörers USS Drayton sein erstes eigenes Schiffskommando

Im Juni 1937 kehrte Abercrombie abermals als Französisch-Dozent der Abteilung für moderne Sprachen an die US Naval Academy zurück und wurde während dieser Zeit im Sommer 1938 an die Botschaft in Frankreich abgeordnet, wo er seine Sprachkenntnisse verbesserte und zudem eine Fortbildung als Dolmetscher und Übersetzer für die französische Sprache absolvierte. Im Anschluss wurde er im Juni 1939 Geschützoffizier auf dem Schlachtschiff Arizona und übernahm danach am 21. März 1941 als Korvettenkapitän (Lieutenant Commander) Kommandant des Zerstörers Drayton sein erstes eigenes Schiffskommando. Dort wurde er später zum Fregattenkapitän (Commander) befördert und erhielt nach dem japanischen Angriff auf Pearl Harbor am 7. Dezember 1941 für die Zerstörung eines Schiffes der Kaiserlich Japanischen Marine am 24. Dezember 1941 erstmals das Navy Cross verliehen.
Am 21. Juni 1942 wurde Abercrombie zum Kapitän zur See (Captain) befördert und übernahm am 27. Juli 1942 den Posten als Kommandeur des 9. Zerstörerdivision (Destroyer Division 9). In dieser Verwendung wurde ihm am 20. März 1943 ein goldener Stern anstelle eines zweiten Navy Cross verliehen, und zwar für einen Einsatz gegen feindliche japanische Verbände am 22. Oktober 1942 südlich der Gilbertinseln. Im Juli 1943 wurde ihm als Abschnittskommandeur der Eingriffsgruppe (Task Unit 62.7.2) für einen Einsatz gegen Verbände der Kaiserlich Japanischen Marineluftstreitkräfte am 17. Februar 1943 bei den Salomonen ein weiterer goldener Stern anstelle eines dritten Navy Cross verliehen. Anschließend wurde er im August 1943 ins US-Marineministerium versetzt, wo er im Amt für Marinenachrichtendienste ONI (Office of Naval Intelligence) des Chefs für Marineoperationen (Chief of Naval Operations) arbeitete. Nach einer Verwendung von April 1944 bis April 1945 war er Offizier bei den Vereinigten Stabschefs (Joint Chiefs of Staff) und anschließend Offizier für Abwrackkontrolle bei der Marineausbildungsschule (Naval Training School) in San Francisco.

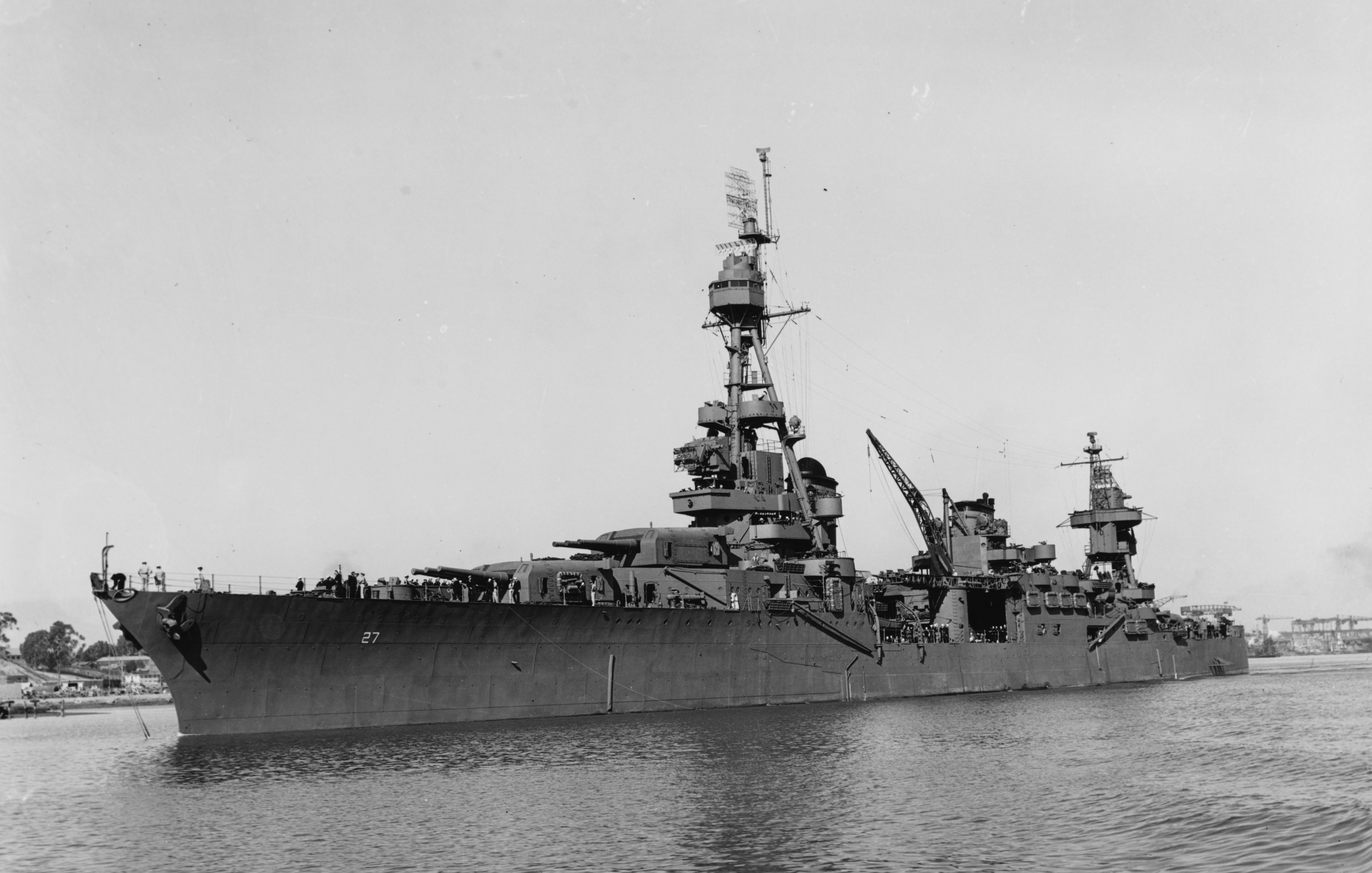
Im August 1945 wurde Kapitän zur See Abercrombie Kommandant des Schweren Kreuzers Chester

Am 7. August 1945 wurde Abercrombie Kommandant des Schweren Kreuzers Chester und verblieb in dieser Verwendung bis Januar 1946. Nach der Kapitulation Japans am 7. September 1945 war er als solcher mit der Aufgaben im Rahmen des Truppenabzuges aus dem Pazifikraum betraut.
Im Anschluss wurde er im März 1946 Direktor des Marinereserveprograms des Potomac River Naval Command, aus dem der heutige Marinebezirk Washington (Naval District Washington) hervorging. Während seiner dortigen Tätigkeit trat er dafür ein, dass die Veteranen aus den Washington, D.C., sowie aus den Bundesstaaten Maryland und Virginia mit ihrem letzten aktiven Dienstgrad in die Reserve übernommen wurden. Danach wurde er im Oktober 1946 Assistent des Assistierenden Chef für Marineoperationen für die Marinereserve (Assistant Chief of Naval Operations (Naval Reserve)), Konteradmiral John E. Gingrich, und war bis Mai 1949 dessen Assistent für Planung und Grundsatzfragen der Marinereserve. Im Anschluss fand er noch von Mai 1949 bis Juni 1951 Verwendung als Offizier im Büro des US-Verteidigungsministers.
Am 30. Juni 1951 wurde Abercrombie mit dem Dienstgrad eines Konteradmirals (Rear Admiral) auf die Ruhestandsliste (Retired List) versetzt und schied aus dem aktiven Militärdienst aus. Er war mit Laurette Justine St. Laurent Abercrombie verheiratet und wurde nach seinem Tode auf dem Saint Marys Catholic Cemetery in Barnesville beigesetzt.

### Ehrungen und Auszeichnungen
Auswahl der Dekorationen, sortiert in Anlehnung der Order of Precedence of the Military Awards:
- Navy Cross (3 x)
- World War I Victory Medal
- Navy Expeditionary Medal
- American Defense Service Medal
- Asiatic-Pacific Campaign Medal
- American Campaign Medal
- World War II Victory Medal
- Navy Occupation Service Medal